# The World Is Not Enough (Lied)
The World Is Not Enough ist ein Lied der US-amerikanischen Rockband Garbage. Der Rocksong mit orchestralen Elementen erschien im Oktober 1999 und war der Titelsong des gleichnamigen Films aus der James-Bond-Reihe.

## Entstehung und Veröffentlichung
Getextet, komponiert und produziert wurde das Lied von David Arnold. Während er für den Schreibprozess alleine verantwortlich zeichnete, bekam er bei der Produktion Unterstützung durch alle Garbage-Mitglieder. Es wurde im Sommer 1999 mit einem 83-köpfigen Orchester in Vancouver in den Armoury Studios aufgenommen.
Die Erstveröffentlichung von The World Is Not Enough erfolgte am 4. Oktober 1999 als Airplay. Am 9. November 1999 erschien das Lied zunächst als Teil des Soundtracks zu James Bond 007 – Die Welt ist nicht genug (Katalognummer: 088-112 101-2), bevor es am 15. November 1999 als Single bei MCA Records ausgekoppelt wurde. Diese erschien als 7″-Single mit der B-Seite Ice Bandits, interpretiert vom Nicholas Dodd Orchestra (Katalognummer: RAXJB40/155 701-7) sowie als CD-Maxi-Single, die um einen Remix zu The World Is Not Enough erweitert wurde (Katalognummer: 112 161-2). Auf einem Album von Garbage erschien das Lied erstmals am 20. Juli 2007 auf dem Best-of-Album Absolute Garbage (Katalognummer: A&E 505144224872).

## Stil
Das Lied vereinte den traditionellen Stil der James-Bond-Songs mit zeitgenössischen Elementen des Alternative Rock.

## Chartplatzierungen
The World Is Not Enough avancierte mit Rang sieben je zum Top-10-Erfolg in Finnland und Norwegen. Darüber hinaus erreichte es Top-20-Platzierungen in Italien und dem Vereinigten Königreich (je Rang 11), Belgien-Wallonien und Spanien (je Rang 12) oder auch der Schweiz (Rang 16).
| ChartsChartplatzierungen     | Höchstplatzierung | Wochen |
| ---------------------------- | ----------------- | ------ |
| Deutschland (GfK)            | 38 (10 Wo.)       | 10     |
| Österreich (Ö3)              | 40 (4 Wo.)        | 4      |
| Schweiz (IFPI)               | 16 (12 Wo.)       | 12     |
| Vereinigtes Königreich (OCC) | 11 (10 Wo.)       | 10     |